# ان‌جی‌سی ۵۷۰۵
ان‌جی‌سی ۵۷۰۵ (انگلیسی: NGC 5705) نام یک کهکشان مارپیچی در صورت فلکی دوشیزه است.